# Museu de Pont-Aven

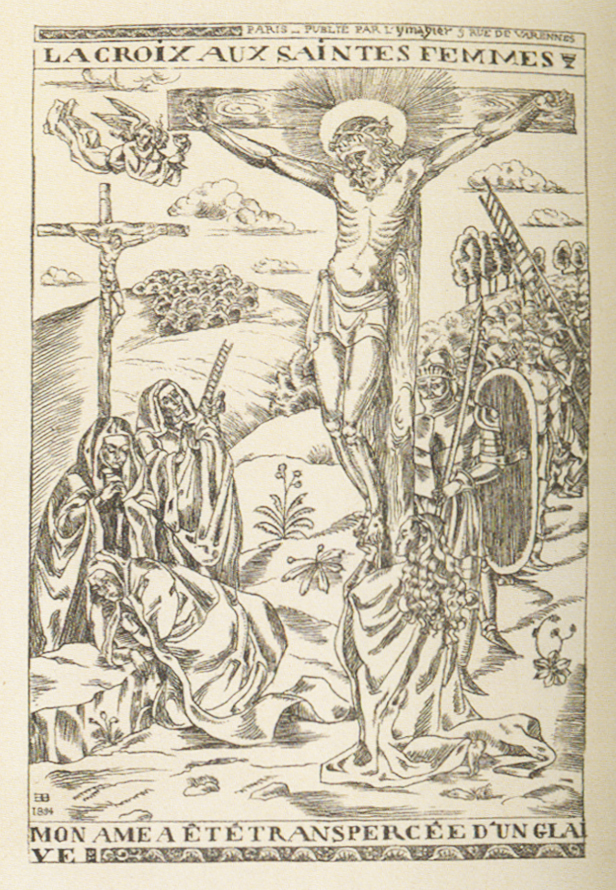
Émile Bernard: La croix aux saintes femmes, 1894

El Musée des Beaux Arts de Pont-Aven també conegut com a Museu de Pont-Aven va ser creat el 1985 amb el suport del Departament de Museus de França i del Finistère Consell Departamental. L'ala moderna construïda el 1985 es reserva per a exposicions i l'ala vella, que es va reformar el 1987, alberga una reconstrucció històrica de Pont-Aven a finals del segle xix, així com la col·lecció permanent dedicada a l'Escola de Pont-Aven.

## Història
Algunes dates clau que marquen la gènesi del museu:
- Agost de 1939. Primer ressorgiment de l'interès pel passat artístic de la ciutat: l'alcalde de Pont-Aven descobreix una placa commemorativa a l'antiga Pensió Gloanec, que recorda l'estada productiva de molts artistes (Émile Bernard, Charles Filiger, Paul Gauguin, Paul Sérusier)…). Al costat d'aquest gest simbòlic, els salons de l'Hôtel Julia acullen una exposició sobre Gauguin i el grup Pont-Aven.[2]
- 1953. Cinquantè aniversari de la mort de Paul Gauguin: es realitza una exposició retrospectiva amb el seu quadre La Belle Angèle, en préstec especial del Museu del Louvre, on es va celebrar llavors.
- 1960. Creació d'"Els amics de Gauguin" presidida per Maurice Malingue. La seva missió és donar a conèixer l'Escola Pont-Aven mitjançant exposicions temporals.
- 1971. La "Société de peintures de Pont-Aven", presidida per Bertrand Queinec, és la successora d'un organisme conegut com l'"Associació dels Amics del' Musée Paul-Gauguin ". El 1985, es converteix en l'"Associació dels Amics del Museu de Pont-Aven".[3]
- Tardor de 1984. Comencen les obres de construcció del museu.
- 1 de juny de 1985. S'obre el Museu de Belles Arts de Pont-Aven.
- Setembre de 2012. El museu tanca per obres.
- 26 de març de 2016. Un nou museu amb 18.000 peus quadrats d'espai de treball s'obre al públic com el Museu de Pont-Aven a l'annex restaurat i ampliat de l'Hôtel Julia.[4]

## Objectius
Els objectius del museu
- Donar a conèixer l'obra d'artistes inspirats en la Bretanya i sobretot en Pont-Aven, des de la dècada de 1860 fins a la dècada de 1970
- Desenvolupar un treball científic sobre aquest període
- Obert al contemporani
- Garantia de qualitat i professionalitat del treball de l'equip, el Museu de Belles Arts de Pont-Aven gaudeix ara del títol "Musée de France" expedit per la Direcció dels Museus de França.

## Col·lecció
Artistes de la col·lecció:
- Émile Bernard (1868-1941)
- Maurice Denis (1870–1943)
- Paul Gauguin (1848-1903)
- Meijer de Haan (1852-1895)
- Émile Jourdan (1860–1931)
- Maxime Maufra (1861-1918)
- Henry Moret (1856-1913)
- Paul Sérusier (1864-1927)
- Wladyslaw Slewinski (1854–1918)

## Galeria

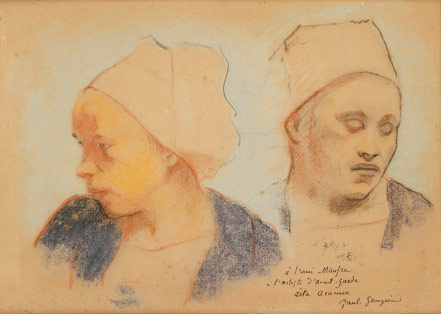
Gauguin: Deux têtes, 1894
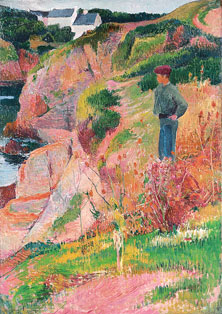
Henry Moret: Falaises en Bretagne, 1898
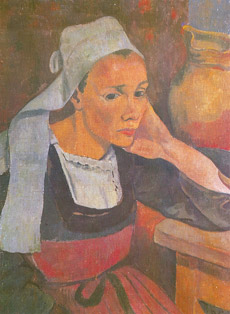
Sérusier: Retrat Marie Lagadu, 1889